# Islington North (circonscription britannique)
Pour les articles homonymes, voir Islington.
Circonscription parlementaire de la Chambre des communes
La circonscription d'Islington North est une circonscription électorale britannique. Elle est située dans le Grand Londres et couvre depuis 2010 la moitié nord du borough d'Islington.
Depuis 1983, elle est représentée à la Chambre des communes par Jeremy Corbyn.

## Géographie
La circonscription comprend la partie nord du Borough londonien d'Islington (les quartiers de Highbury, Upper Holloway et Canonbury).

## Députés
Les Members of Parliament (MPs) de la circonscription sont :
Depuis 1885
| Législature                       | Années        | Député             | Député               | Parti                    |
| --------------------------------- | ------------- | ------------------ | -------------------- | ------------------------ |
| Islington North issue de Finsbury |               |                    |                      |                          |
| 23e                               | 1885–1886     |                    | George Trout Bartley | Conservateur             |
| 24e                               | 1886–1892     |                    | George Trout Bartley | Conservateur             |
| 25e                               | 1892–1895     |                    | George Trout Bartley | Conservateur             |
| 26e                               | 1895–1899     |                    | George Trout Bartley | Conservateur             |
| 27e                               | 1900–1906     |                    | George Trout Bartley | Conservateur             |
| 28e                               | 1906–1910     |                    | David Waterlow       | Libéral                  |
| 29e                               | 1910–1910     |                    | George Touche        | Conservateur             |
| 30e                               | 1910–1918     |                    | George Touche        | Conservateur             |
| 31e                               | 1918–1922     | Newton Moore       |                      | Conservateur             |
| 32e                               | 1922–1923     | Newton Moore       |                      | Conservateur             |
| 33e                               | 1923–1924     | Henry Cowan        |                      | Conservateur             |
| 34e                               | 1924–1929     | Henry Cowan        |                      | Conservateur             |
| 35e                               | 1929–1931     |                    | Robert Young         | Travailliste             |
| 36e                               | 1931–1935     |                    | Albert Goodman       | Conservateur             |
| 37e                               | 1935–1937     |                    | Albert Goodman       | Conservateur             |
| 37e                               | 1937-1945     |                    | Leslie Haden-Guest   | Travailliste             |
| 38e                               | 1945–1950     |                    | Leslie Haden-Guest   | Travailliste             |
| 39e                               | 1950–1951     | Moelwyn Hughes     |                      | Travailliste             |
| 40e                               | 1951–1955     | Wilfred Fienburgh  |                      | Travailliste             |
| 41e                               | 1955–1958     | Wilfred Fienburgh  |                      | Travailliste             |
| 41e                               | 1958-1959     | Gerry Reynolds     |                      | Travailliste             |
| 42e                               | 1959–1964     | Gerry Reynolds     |                      | Travailliste             |
| 43e                               | 1964–1966     | Gerry Reynolds     |                      | Travailliste             |
| 44e                               | 1966–1969     | Gerry Reynolds     |                      | Travailliste             |
| 44e                               | 1969-1970     | Michael O'Halloran |                      | Travailliste             |
| 45e                               | 1970–1974     | Michael O'Halloran |                      | Travailliste             |
| 46e                               | 1974–1974     | Michael O'Halloran |                      | Travailliste             |
| 47e                               | 1974–1979     | Michael O'Halloran |                      | Travailliste             |
| 48e                               | 1979–1981     | Michael O'Halloran |                      | Travailliste             |
| 48e                               | 1981-1983     | Michael O'Halloran |                      | Social-démocrate         |
| 48e                               | 1983-1983     | Michael O'Halloran |                      | Travailliste indépendant |
| 49e                               | 1983–1987     |                    | Jeremy Corbyn        | Travailliste             |
| 50e                               | 1987–1992     |                    | Jeremy Corbyn        | Travailliste             |
| 51e                               | 1992–1997     |                    | Jeremy Corbyn        | Travailliste             |
| 52e                               | 1997–2001     |                    | Jeremy Corbyn        | Travailliste             |
| 53e                               | 2001–2005     |                    | Jeremy Corbyn        | Travailliste             |
| 54e                               | 2005–2010     |                    | Jeremy Corbyn        | Travailliste             |
| 55e                               | 2010–2015     |                    | Jeremy Corbyn        | Travailliste             |
| 56e                               | 2015–2017     |                    | Jeremy Corbyn        | Travailliste             |
| 57e                               | 2017–2019     |                    | Jeremy Corbyn        | Travailliste             |
| 58e                               | 2019–2020     |                    | Jeremy Corbyn        | Travailliste             |
| 58e                               | 2020–2024     |                    | Jeremy Corbyn        | Indépendant              |
| 59e                               | 2024–en cours |                    | Jeremy Corbyn        | Indépendant              |

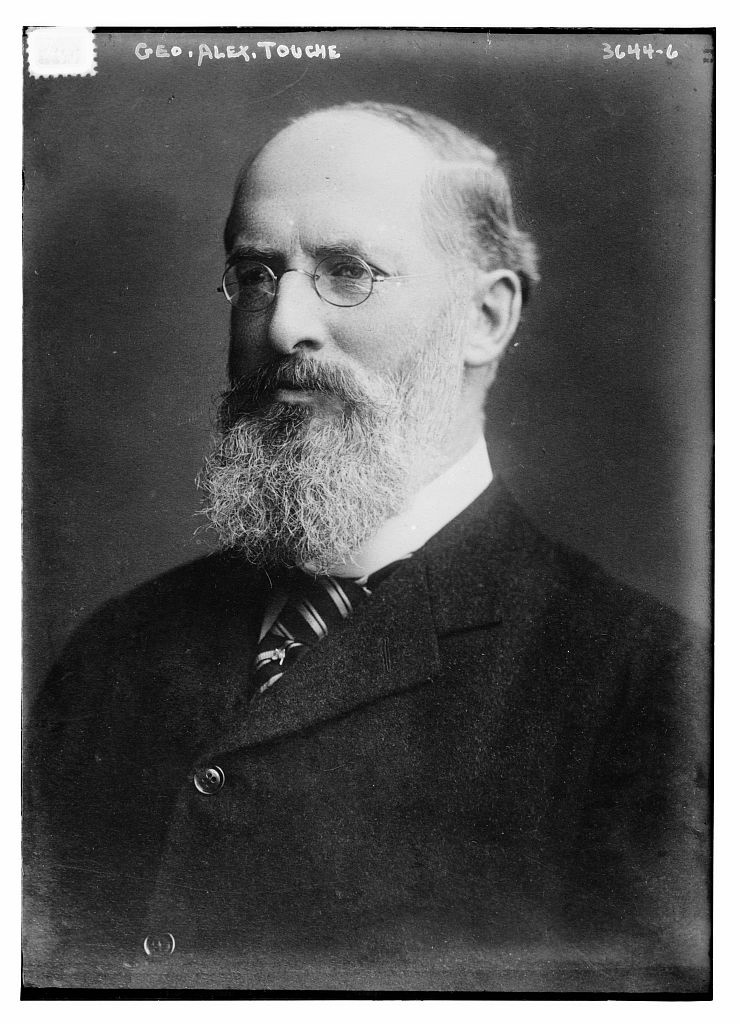
George Touche (1910-1918)
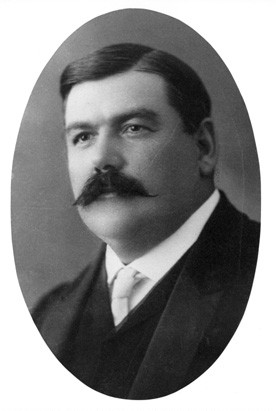
Newton Moore (1918-1923)
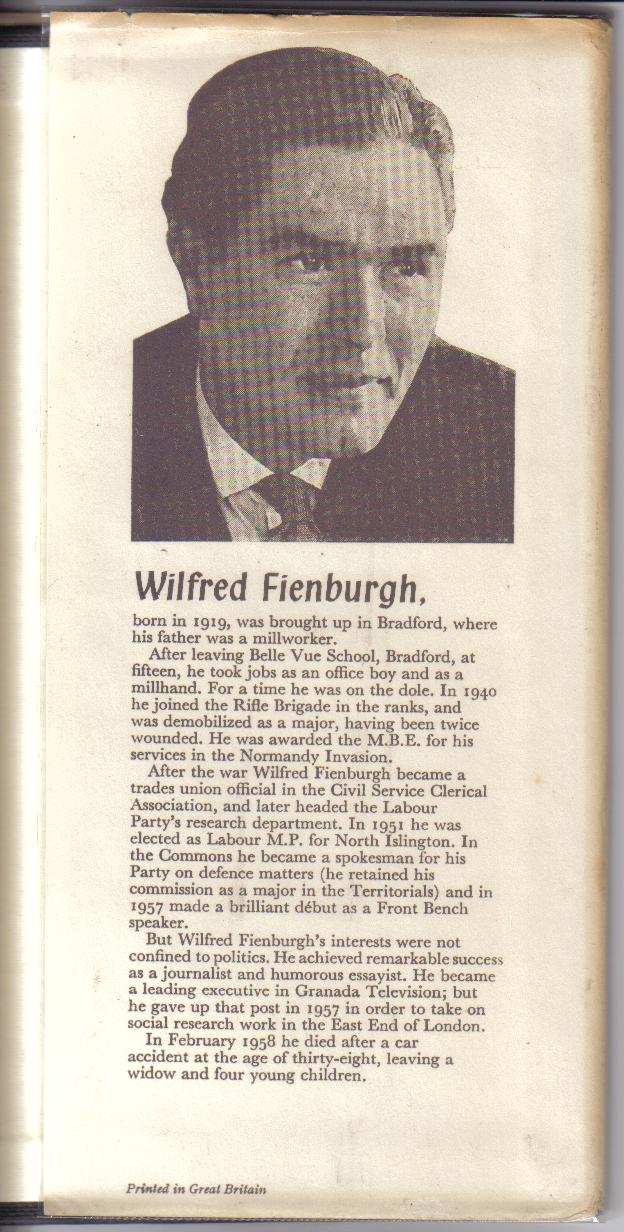
Wilfred Fienburgh (1951-1958)
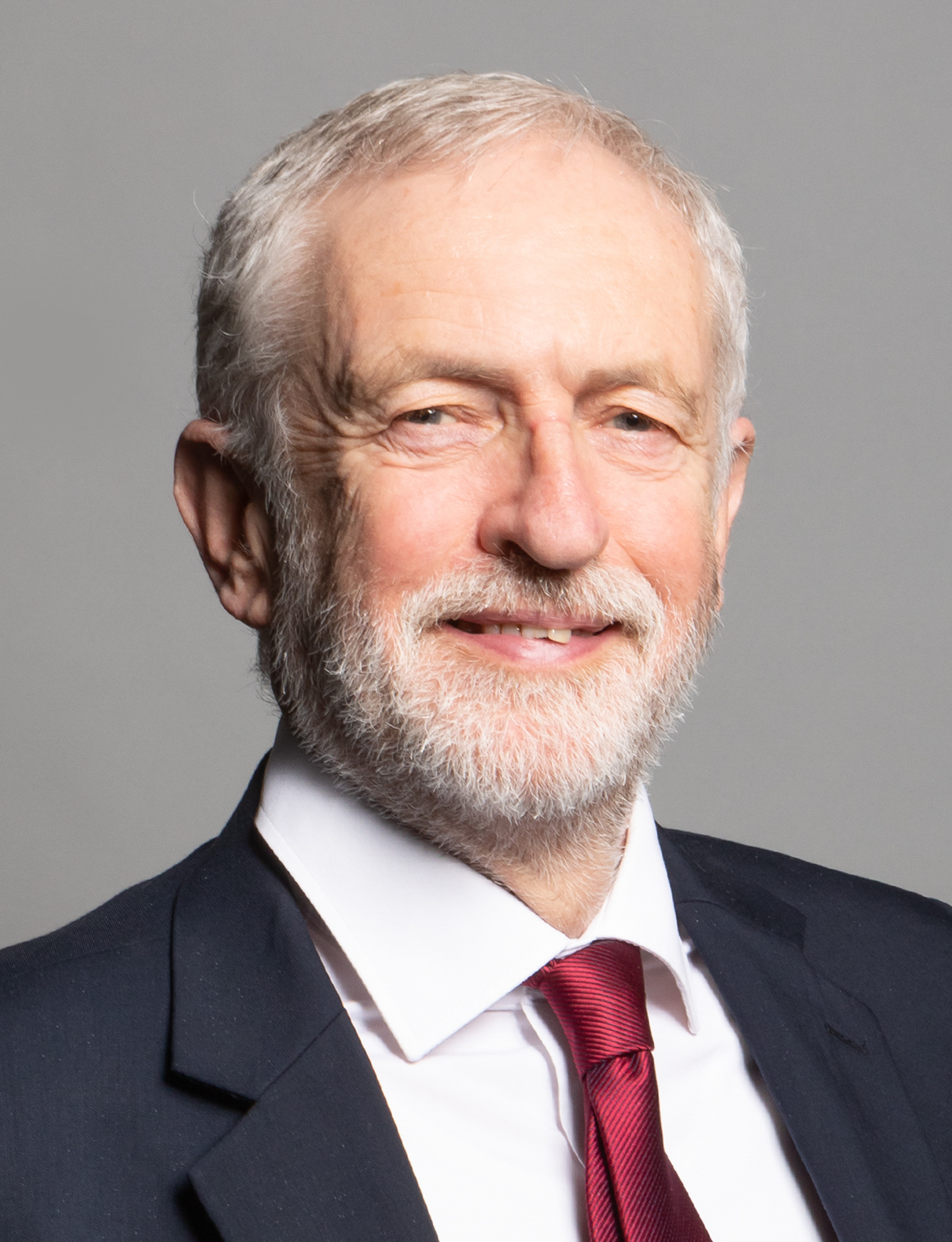
Jeremy Corbyn (1983-Présent)